# Harry Bittner

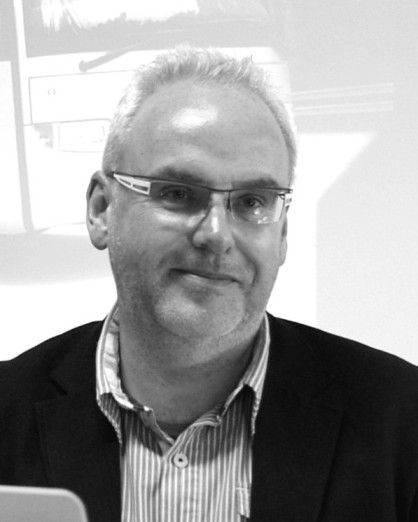
Harry Bittner

Harry Bittner (* 13. März 1962 in Altenburg) ist ein deutscher Dozent, Fahrlehrer, Ausbilder für Fahrlehrer und freier Fachautor.

## Leben
Bittner ist seit 1982 Fahrlehrer für PKW, LKW, Bus und Motorrad und seit 1989 Kraftverkehrsmeister. 2001 übernahm er als geschäftsführender Inhaber das Verkehrsinstitut Altenburg Harry Bittner e.K. und bildet seither Fahrlehrer, Seminarleiter, Berufskraftfahrer sowie Lehrer aus und weiter. 2010 gliederte er den Bereich Fahrschule aus dem Institut aus und gründete die A.B.G Fahrschul-Unternehmensgesellschaft. Seine Tätigkeitsschwerpunkte als Dozent und Trainer umfassen Straßenverkehrsrecht, Fahreignung, Fahrtüchtigkeit und Fahrverhalten, sichere, umweltschonende und energiesparende Fahrweise sowie die Ladungssicherung auf Straßenfahrzeugen. Darüber hinaus die Themenbereiche Heterogenität im Straßenverkehr, Verkehrswahrnehmung und Gefahrenvermeidung, Partnerschaftliches Verhalten, Fahraufgaben, Fahrkompetenzdefizite und Unfälle, Mobilitätsverhalten, Verkehrsrechtliche Vorschriften und angrenzende Rechtsgebiete, Technische Aspekte umweltschonenden Fahrens, Fahrerassistenzsysteme und automatisiertes Fahren, Grundlagen der Fahranfängervorbereitung, Gestaltung des Theorieunterrichts, Gestaltung der Fahrpraktischen Ausbildung, Grundlagen des Fahrlehrerberufs und
Förderorientierte Lernstands- und Lernverlaufsbeurteilung.
Neben seiner Dozenten- und Trainertätigkeit ist Harry Bittner als Fachautor für den Münchner Verlag Heinrich Vogel tätig und bietet seit 2005 als VDI-geprüfter Ausbilder für Ladungssicherung auf Straßenfahrzeugen Ausbilder- und Prüfungsseminare gemäß der VDI-Richtlinie 2700 an. Zusätzlich veröffentlicht er auf „Lasiportal“ Fachbeiträge zu speziellen Fragen der Ladegutsicherung.
Am 7. November 2015 wurde Bittner zum 1. Vorsitzenden des Thüringer Fahrlehrerverbandes e.V. gewählt. 2016 gab er seine Tätigkeit als Geschäftsführer in der A.B.G. Fahrschule auf und baute sein eigenes Unternehmen weiter aus.

## Publikationen (Auswahl)
- 2004: Abfahrtkontrolle für die Klassen C, C1, D, D1 und T. München: Verlag Heinrich Vogel
- 2008: Fahren mit Anhängern. München: Verlag Heinrich Vogel
- 2008: Hilfreiche Assistenzen im Auto – sinnvolle Zusatzausstattungen. München: Verlag Heinrich Vogel
- 2008: Mobil – ein Leben lang – Fahrlehrerhandbuch „Fitnesskurs“ für langjährige aktive Autofahrer und Wiedereinsteiger. München: Verlag Heinrich Vogel
- 2008: Mobil – ein Leben lang – Teilnehmerbroschüre „Fitnesskurs“ für langjährige aktive Autofahrer und Wiedereinsteiger. München: Verlag Heinrich Vogel
- 2008: Mobil – ein Leben lang – Teilnehmerbroschüre „Fitnesskurs“ für langjährige aktive Motorradfahrer und Wiedereinsteiger. München: Verlag Heinrich Vogel
- 2010: Mobil – ein Leben lang – Kunden der Generation 50 Plus gewinnen. München: Verlag Heinrich Vogel
- 2010: Vorfahrt & Vorrang. München: Verlag Heinrich Vogel
- 2010: Clever sparen – Roller fahren. München: Verlag Heinrich Vogel
- 2018: Fachliche Beratung zum Workbook "Einführungsphase der Fahrlehrerausbildung". München: Verlag Heinrich Vogel
- 2018: Fachliche Beratung zum Praktikumsbegleitheft "Dokumentation der Fahrlehrerausbildung". Berlin, Bundesvereinigung der Fahrlehrerverbände
- 2019: Fahrlehrerbrief "Dokumentation in der Fahrlehrerausbildung". München: Verlag Heinrich Vogel
- 2019: Fahrlehrerbrief "Fahrerassistenzsysteme in der Fahrausbildung". München: Verlag Heinrich Vogel